# Pârâul Cracul Lung
Pârâul Cracul Lung este un curs de apă, afluent al râului Rușchița din județul Caraș-Severin

## Hărți
- Harta Munții Poiana Rusca  Arhivat în 12 martie 2010, la Wayback Machine.
- Harta Județului Caraș-Severin